# Smart Arridge
Smart Arridge (1872 i Southwick, England – 1947) er en engelsk fodboldspiller, der spillede i Football League for Bootle, Everton, New Brighton Tower og Stockport County. Han spillede desuden for Wales.